# Early warning system
Early warning system（アーリー・ウォーニング・システム）は、日本語でいうと早期警報システム、早期警告システム。さまざまなジャンルに用いられている。

## 例
- 地震警報システム
- 津波早期警報システム
- 超新星早期警報システム（Supernova Early Warning System、SNEWS）
- 弾道ミサイル早期警戒システム（Ballistic Missile Early Warning System、BMEWS）
- 早期警戒機（AEW, Airborne Early Warning）早期警戒を行う航空機。
- 早期警戒管制機（AWACS, Airborne Warning And Control System, 又は AEW&C, Airborne Early Warning and Control）早期警戒および管制を行う航空機。
- EWS社（Early Warning System GmbH）[1]
  - スイスに本拠地を置く企業。FIFA（国際サッカー連盟）は2007年7月、サッカーにおける「スポーツの尊厳と高潔性」を守る信念から、八百長による試合操作の撲滅として「FIFA Early Warning System（FIFA早期警告システム）」を確立[2]。その後FIFAから独立したEWS社（99%FIFA出資会社[3]）は、世界450社以上のブックメーカーと提携し[4]、ブック変動を異常がないか24時間365日監視しているという[5]。